# 图氏后乌贼
图氏后乌贼（学名：Metasepia tullbergi）、又稱櫻花烏賊、櫻花枝、圖氏後烏賊，为烏賊目烏賊科后乌贼属的动物。看似有毒，其實無毒的一种乌贼，普遍分布于日本群岛南部海域，包括东海、南海等海域，生活环境为海水，多生活于亚热带浅海。该物种的模式产地在日本长崎。 。